# کینگز ورثی
کینگز ورثی (به انگلیسی: Kings Worthy) یک روستا و محله مدنی در بریتانیا است که در وینچستر واقع شده‌است. کینگز ورثی ۴٬۰۰۰ نفر جمعیت دارد.